# 1588 en musique classique
| \| • Retour à la chronologie générale de la musique classique • \| |
| Grèce • Rome • Haut Moyen Âge • VIIIe siècle • IXe siècle • Xe siècle • XIe siècle XIIe siècle • XIIIe siècle • XIVe siècle • XVe siècle • XVIe siècle • XVIIe siècle XVIIIe siècle • XIXe siècle • XXe siècle • XXIe siècle |
| • Retour à la chronologie générale de la musique classique • |

| Années en musique classique : 1585 - 1586 - 1587 - 1588 - 1589 - 1590 - 1591    |
| Décennies en musique classique : 1550 - 1560 - 1570 - 1580 - 1590 - 1600 - 1610 |

## Événements
- Musica Transalpina, recueil de madrigaux publié en Angleterre.

## Naissances

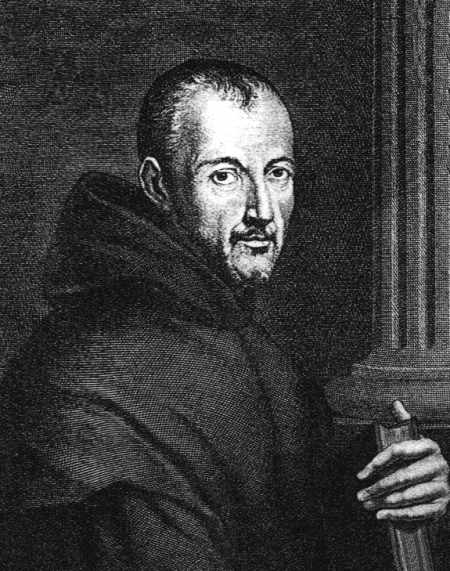
Marin Mersenne

- 30 juin : Giovanni Maria Sabino, compositeur, organiste et pédagogue italien († avril 1649).
- 8 septembre : Marin Mersenne, érudit, mathématicien, philosophe et théoricien de la musique († 1er septembre 1648).
- 10 septembre : Nicholas Lanier, compositeur, chanteur, luthiste et peintre anglais († 24 février 1666).

## Décès
- Robert I Ballard, éditeur de musique.
- Franciscus Florius, compositeur franco-flamand (° vers 1530).
- Jean Guyot de Châtelet, compositeur franco-flamand et poète  (° 1512).